# جوليا توبين
جوليا توبين (بالإنجليزية: Julia Tobin)‏ هي ممثلة بريطانية، ولدت في 1955.

## وصلات خارجية
- جوليا توبين على موقع IMDb (الإنجليزية)
- جوليا توبين على موقع قاعدة بيانات الفيلم (الإنجليزية)